# Erste Grafschaft Portucale

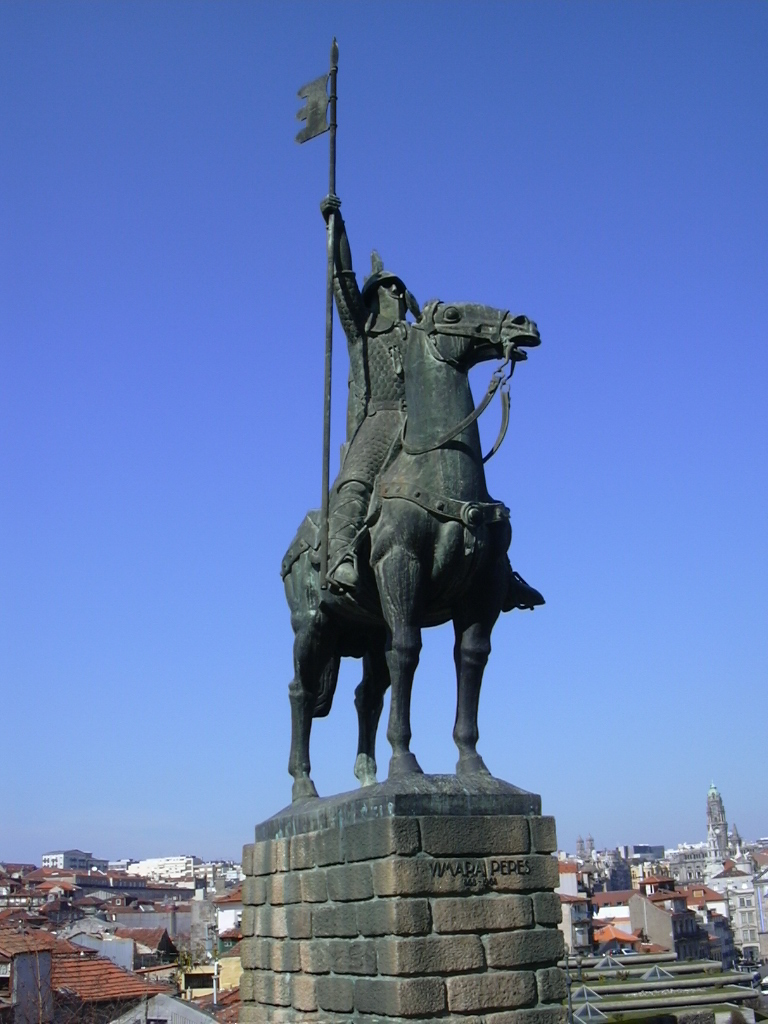
Statue in der Stadt Porto von Vímara Peres zu Pferd.

Auf dem Territorium des späteren Portugal entwickelte sich ab 868 in der Gegend um Porto die „erste“ Grafschaft Portucale (Condado Portucalense) im Bestand des Königreiches Asturien-León. Ausgangspunkt dafür war die Presúria von Portucale durch Vímara Peres im Auftrag und im Namen des Königs von Asturien-León. Entscheidend an dieser Presúria ist, dass von Portucale die politische und administrative Reorganisation des gesamten Territoriums Entre-Douro-e-Minho ausging. In diesem Sinne wurde die Grafschaft Portucale zu einem wichtigen Zentrum für die Wiederbesiedlung bzw. Repovoamento des Nordens des späteren Königreiches Portugal.

## Ausgangsbedingungen
Bereits unter Alfons I. von Asturien vermochten christliche Truppen, in mehreren Feld- bzw. Raubzügen südlich des Flusses Minho gelegene und von den Mauren beherrschte Städte wie Braga, Porto oder Chaves kurzzeitig zu besetzen und zu plündern. Dabei gelangten sie bis nach Viseu.
Da der asturische König über nicht genügend militärische Macht zur Verteidigung und wirtschaftliche Macht zur Besiedlung und Entwicklung dieser Territorien verfügte, ordnete er an, die Region nördlich des Douro zu verwüsten und die christliche bzw. mozarabische Bevölkerung umzusiedeln. Inwieweit ihm das vollständig gelang, ist in der historischen Forschung umstritten.
Mit Sicherheit hinterließ er jedoch eine sehr unsichere, ziemlich zerrüttete Grenzregion mit halb verlassenen und halb abgebrannten Städten, verarmt und dünn besiedelt, aus der alle Bischöfe (das heißt der größte Teil der Obrigkeit) geflohen waren.
Obwohl die Mauren sich in den 740er Jahren aus ganz Galicien zurückgezogen hatten, führten sie mehrere gewaltige Gegenschläge, die 793–795 das asturische Königreich an den Rand der Vernichtung brachten. Dieses ständige militärische auf und ab kennzeichnete die Situation bis zur Machtübernahme durch Alfons III. in Asturien.
In der ersten Hälfte des 9. Jahrhunderts war die heute portugiesische Region zwischen den Flüssen Minho und Douro teilweise entvölkert. Nur kleine christliche Bevölkerungsgruppen versuchten hier zu überleben. Im Landesinneren und im Nordwesten des heutigen Portugals handelte es sich mit Ausnahme des schwach besiedelten Chaves um eine fast vollständige Entvölkerung. Südlich des Douro besonders in den Regionen von Coimbra und Santarém lebten neben Muslimen auch mozarabische Christen. Dies war die Ausgangssituation als Alfons III. von Asturien im Rahmen der Reconquista eine neue Offensive gegen die muslimischen Herrscher begann.

## Entstehung und Entwicklung der Grafschaft von Portucale
„Era DCCCCVIª Prenditus est Portucale ad Vimara Petri.“ (Chronicon Laurbanense)  Dieser kurze Text aus den Archiven des Klosters Lorvão ist der einzige Hinweis auf die Presúria von Porto durch Vímara Peres im Jahre 868.
Dies war jedoch nicht die einzige Maßnahme zur Entwicklung dieser Region. 872 erfolgte die
Presúria von Chaves und des Territoriums von Alto Lima durch den Conde Odoário.
Damit begann auch die Wiederbesiedlung der nördlichen Zone von Trás-os-Montes.
Nach der Einnahme von Portucale setzte sich die Reorganisation der Macht im Territorium von Entre-Douro-e-Minho fort.
Nach 870 begann die Wiederbesiedlung von Braga, erfolgte die Gründung der Burg von Vimaranis (Guimarães) im Jahre 879, aber es kam auch zu Presúrias kleinerer Orte wie z. B. die Presúria von Negrelos durch den (wahrscheinlichen) Sohn von Vímara Peres, Lucídio Vimaranes, oder die Presúria von Lardosa durch die beiden Mozaraber Muzara und Zamora.
Bald wurde der Douro in Richtung Süden überschritten. Im Auftrag und im Namen des Königs von Asturien-León erfolgte im Jahre 878 die Presúria von Coimbra durch D. Hermenegildo Guterres. Guterres wurde als Conde von Coimbra (Chronicon Laurbanense: „Era DCCCCXVIª  prendita est Conimbria ad Ermenegildo Comite“) einer der mächtigsten Herren südlich des Douro. Er übte wichtige Ämter am Hofe Alfons III. von Asturien-León aus und wurde 898 auch als Graf (conde) von Tui und Portucale bezeichnet.
Es folgten die Eroberungen von Viseu, Lamego und Idanha. Bis Ende des 9. Jahrhunderts wurden die Diözesen von Coimbra, Porto, Lamego und Viseu wieder errichtet. Bis zu diesem Zeitpunkt waren alle Bischöfe südlich des Minho mit Ausnahme derjenigen von Braga und Idanha in ihre Diözesen zurückgekehrt.
Es zeigte sich, dass es unter der politischen und administrativen Führung von durch den König beauftragten Grafen gelang, die Eroberungen militärisch zu sichern, schrittweise zu bevölkern und wirtschaftlich zu entwickeln sowie eine religiöse Betreuung der Bevölkerung aufzubauen.
Während der Regierungszeit Alfons III. etabliert sich in unmittelbarer Nähe des Douro, aber auch in der Region von Coimbra ein Hochadel, der sich sowohl mit dem Königshaus als auch untereinander verschwägerte und dessen Oberhäupter auch die wichtigsten Initiatoren des Repovoamento waren.
Mit Gonçalo Mendes, Sohn von Mumadona Dias und Mendo Gonçalves, beginnt 950 (wird Conde von
Portucale) die Linie der bekannten duces. Nach ihm sorgte eine Dynastie von fünf bis sechs Statthaltern dafür, dass das Gebiet als echtes Lehen bis Mitte des 11. Jh. in derselben Familie vereint blieb. Eine Art rudimentäre Zentralregierung (ein Hof von „Herzögen“) entwickelte sich nördlich des Douro in Portucale, Vimaranis (Guimarães) und Braga.
Zu Beginn des 10. Jahrhunderts folgte die Grenze zwischen Christen und Muslimen dem Tal des Rio Mondego von der Küste aus Fluss aufwärts, blieb auf der linken Seite des Rio Côa bis zu dessen Einmündung in den Douro, der dann Fluss aufwärts im Landesinnern und in Richtung Asturien-León die Grenze bildete.
Der durch die Könige von León mit der Verteidigung und der Besiedlung beauftragte hohe Militäradel erhielt für diese Dienste vom König das Erbrecht und hatte die Aufgabe, die Region sowohl gegen die ständigen Angriffe der Mauren, aber auch gegen Plünderungszüge der Wikinger zu sichern. Immer wieder kam es zu Rebellionen verschiedener Grafen gegen das Königshaus sowie zu unterschiedlichen Fraktionsbildungen bei Fragen der Thronfolge sowie Erbauseinandersetzungen innerhalb der königlichen Familie.
Aber die Mauren waren längst noch nicht geschlagen. Im Februar 977 begann Muhammad ibn Abi Amir, genannt Almansor, eine mehr als zwei Jahrzehnte andauernde erfolgreiche Offensive gegen seine christlichen Widersacher im Norden der Iberischen Halbinsel.
Nachdem die Stadt bereits 986 angegriffen wurde, gelang es Almansor nach nur zweitägiger Belagerung 987 Coimbra zu erobern. Ob dieses urbane Zentrum tatsächlich komplett verwüstet wurde und sieben Jahre lang unbewohnt blieb, wie es die Chronica Gothorum vermerkt, ist zweifelhaft. Auch das stark befestigte Montemor-o-Velho geriet 990 erneut unter die Herrschaft der Muslime. Ausgehend von den militärischen Kapazitäten zur dauerhaften Sicherung der Grenze machte Almansor den Douro wieder zur Grenzlinie zwischen Muslimen und Christen, obwohl er 997 bei seinem berühmten Kriegszug gegen den Wallfahrtsort Santiago de Compostela weit über den Douro hinaus nach Galicien hinein vorstieß. Ergänzt werden muss hierbei, dass Teile der Region südlich von Porto und damit südlich des Douro, die heutige Tourismusregion Rota da Luz, etwa bis zum Fluss Vouga ebenfalls unter christlicher Verwaltung blieb.
Die Politik der Sicherung der Eroberungen zwischen Mondego und Douro diente auch der 994/95 beginnende Neuaufbau von Coimbra durch Almansor mit muslimischen und mozarabischen Siedlern. Das durch eine bedeutende Garnison gesicherte Coimbra wurde erneut zum wichtigsten städtischen Zentrum der Mauren an deren Nordgrenze.
Bei seinen Feldzügen wie auch bei der Sicherung des Erreichten hatte Almansor auch die Unterstützung von Christen, die, um ihren Besitz zu schützen, entweder zum Islam konvertierten oder auf Grund wirtschaftlicher Zwänge bzw. politischer Feindschaften die Mauren als Bündnispartner ganz offen unterstützten. Ibn Idhari, der auch eine Abhandlung über Almansors Feldzug von 997 verfasste, berichtete, dass Almansor auf dem Weg nach Santiago de Compostela in Viseu mit einer großen Anzahl Condes zusammentraf, die seine Oberhoheit anerkannten.
Eine wichtige Rolle spielte dabei der aus dem Geschlecht von Hermenegildo Guterres stammende christliche Herr, Froila Gonçalves, der als Verbündeter von Almansor an der Zerstörung von Santiago de Compostela beteiligt war und danach als Herr über Montemor-o-Velho seine Macht bis 1017 unter maurischer Oberhoheit aufrechterhalten konnte.
Mit Ferdinand dem Großen erwuchs den Christen im Königreich León erneut ein Herrscher, der die Eroberung von Muslimen beherrschter Gebiete zu einem wesentlichen Bestandteil seiner außenpolitischen Aktionen machte. Dabei nutzte er geschickt den Zerfall des Kalifats von Córdoba in eine Reihe von selbständigen Taifa-Reichen für seine Interessen aus und stellte die muslimischen Machthaber vor die Wahl: Tribut oder Krieg. Falls sich muslimische Herrscher unterwarfen, blieben sie, wie in einigen Gebieten der Beira, sogar im Besitz ihrer Burgen.
Einer seiner größten Erfolge war nach sechsmonatiger Belagerung die endgültige Rückeroberung von Coimbra am 25. Juli 1064. Ein Teil der Muslime geriet in Gefangenschaft und wurde versklavt. Alle anderen zwangen die Sieger den Mondego zu überqueren und das christliche Gebiet zu verlassen. Der mozarabische Führer der Belagerer, Sesnando Davides, wurde sofort zum Governador der Grafschaft Coimbra ernannt, die alle Gebiete zwischen Douro und Mondego sowie die Stadt Coimbra selbst umfasste. Im Auftrage des Königs und unter Führung von S. Davides gelang ein schneller Wiederaufbau der Stadt und ihres Umlandes mit Hilfe von Siedlern aus dem Norden (Entre-Douro-e-Minho und der Beira) sowie einer beachtlichen Anzahl mozarabischer Christen.

## Das Ende der „ersten“ Grafschaft von Portucale
Die wechselvollen Kämpfe zwischen Muslimen und Christen, aber auch die Raubzüge der Wikinger machten deutlich, dass das traditionelle, auf große Territorien ausgelegte System der Condes, als Stellvertreter des Königs, nicht mehr in der Lage war, die Territorien militärisch zu sichern. Die hochadligen Familien, die in der Zeit vor Almansor die Hauptakteure von Eroberung und Besiedlung waren, verloren im Verlaufe des 11. Jahrhunderts immer mehr an Einfluss. Das war nicht nur den militärischen Niederlagen geschuldet, sondern auch der erbseitig bedingten Aufsplitterung ihrer Besitzungen sowie ihren Bestrebungen nach Autonomie und somit der Opposition zu den Königen von León.
Mit der Auflösung der Macht der Grafen war auch die schrittweise Auflösung ihrer ursprünglich vom König verliehenen exklusiven Rechte verbunden. Es entstand eine neue, regional verwurzelte Gruppe des Adels, die sogenannten Infanções, deren Landgüter deutlich kleiner als die der Grafen, aber wesentlich einfacher zu verteidigen waren. Durch neue Eroberungen und Presúrias südlich des Douro gelang es den Infanções schrittweise ihre wirtschaftliche Macht und ihren politischen Einfluss zu steigern. Es bildete sich ein strategisches Bündnis zwischen den Königen von León und den Infanções von Portucale heraus. Beide Seiten einte auch ihre gemeinsame Unterstützung bei der Durchsetzung des Römischen Ritus sowie der römisch-fränkischen Kirchenverfassung und damit des Anschlusses der Kirche der Iberischen Halbinsel an Rom. Das ging so weit, dass zumindest zwischen 1063 und 1065 im Auftrag des Königs ein Triumvirat aus drei Vertretern der Infanções in einer Art Doppelherrschaft mit dem Conde die Region von Portucale beherrschten.
Es war daher nur folgerichtig, dass der letzte Graf von Portucale, Nuno Mendes, in offener Rebellion gegen den 1065 zum König von Galicien und Portugal ernannten Garcia, einen Sohn Ferdinands des Großen, 1071 in der Schlacht von Pedroso seine Grafschaft und auch sein Leben verlor. Er hatte in diesem Kampf weder die Unterstützung der Herrscher von Coimbra (und damit der Mozaraber) noch die der Infanções, deren wichtigste Familien die Maia, Sousa, Bragança, Baião und Riba Doura waren.
Damit ging die „erste“ Grafschaft Portucale zu Ende. Es hatte sich jedoch mit den Infanções bereits ein zwischen Minho und Mondego regional fest verwurzelter neuer Adel gebildet, mit dessen Hilfe ca. 35 Jahre später eine „zweite“ Grafschaft Portucale entstand, die direkt zur Gründung des unabhängigen Königreiches von Portugal führte.

## Die wirtschaftlichen und sozialen Grundlagen der Grafschaft Portucale
Um einen Überblick über die sozio-ökonomische Entwicklung zu erhalten, ist es notwendig, auf die unterschiedliche Bedeutungen lateinischer Begriffe in zeitgenössischen Quellen und Chroniken zu verweisen. So kann der in den Dokumenten häufig verwendete römische Begriff der Villa sowohl ein großes bzw. mittleres Landgut, ein ganzes Dorf oder auch nur einen Weiler bezeichnen. Die Begriffe civitas bzw. civitates bezeichnen in diesen frühen Dokumenten nicht nur Städte wie z. B. Porto, Braga oder Coimbra, sondern auch Territorien ohne jeden städtischen Charakter wie Anégia (östlich von Porto an der Einmündung des Rio Tamego in den Douro gelegen) oder Stᵅ. Maria (südlich von Porto in der heutigen Rota da Luz gelegen), die jedoch über Befestigungen zum Schutze der angesiedelten Bevölkerung verfügten (Fluchtburgen) und unter einem zentralen Oberbefehl standen (conde, commissarius).
Generell erfolgte die Entwicklung der Territorien im Condado Portucalense mittels der Presúria, die immer im Namen des Königs geschah. Neben dem König selbst, der durch seine Beauftragten vertreten wurde, traten als Hauptakteure im Namen des Königs, aber auf eigene Rechnung handelnd, zumeist der hohe weltliche Adel (Grafen) sowie Bischöfe und Klöster auf. Aber auch freie Bauern konnten die Presúria ausüben. Da für eine erfolgreiche Besiedlung Gerätschaften, Baumaterialien, Vieh und Saatgut benötigt wurden, waren die Bauern zwar oft persönlich frei, jedoch materiell auf die Unterstützung durch weltliche und geistliche Machthaber angewiesen.
Eine Analyse von Schenkungen im Raum Coimbra zwischen 883 und 976 arbeitet vier verschiedene Gruppen von Dörfern heraus. Dörfer, die der Kathedrale von Coimbra oder dem Kloster von Lorvão gehörten, Dörfer im Besitz des weltlichen Adels bzw. im Privatbesitz von Vertretern der Kirche, Dörfer, deren Eigentumsstruktur durch Co-Eigentümern auf Grund von Erbschaften bzw. bereits durch Eigentümergemeinschaften bei der Gründung gekennzeichnet sind sowie Dörfer, deren freie Kleineigentümer über eigene Allodialgüter verfügten.
In diesem Zusammenhang stellt sich auch erneut die Frage nach dem Grad der Entvölkerung der Region. Die Existenz von etwa 650 Gemeinden Mitte des 11. Jahrhunderts in den Regionen von Braga und Guimarães lassen den Schluss zu, dass es keine völlige Entvölkerung gegeben hat, sondern auch vor der christlichen Rückeroberung diese Landstriche besiedelt waren. Es bestanden jedoch Unterschiede in der Dichte der Besiedlung. Besonders die Region von Coimbra war seit der Römerzeit durch große Landgüter gekennzeichnet und verfügte daher über deutlich weniger Dörfer als das Gebiet zwischen den Flüssen Minho und Douro. Zwischen den Jahren 878 und 987 sind im Gebiet von Coimbra ca. 40 verschiedene Dörfer in Dokumenten und Urkunden verzeichnet, was bei einer Annahme von durchschnittlich 10 Haushalten pro Dorf auf nicht mehr als etwa 2.000 Bewohner schließen lässt.
Ein wesentlicher Wirtschaftszweig und damit Haupteinnahmequelle war vermutlich die Viehzucht, denn ein großer Prozentsatz des Landes war Weideland. Aber auch der Ackerbau war gut entwickelt und spezialisiert. So verweist eine wichtige Urkunde über die Abgrenzung des Eigentums zweier Bischöfe aus dem Jahre 906 in der Region des heutigen Barcelos auf Getreidefelder, aber auch auf Obstgärten, Weinberge und den Anbau von Leinen hin.
Bestellt wurde der Boden durch freie Bauern bzw. durch Bauern, die in unterschiedlichem Maße abhängig von ihren weltlichen oder geistlichen Grundherren waren. Die Reconquista verhinderte jedoch den vollständigen Zwang zur Sesshaftigkeit für diese Schicht. Der Einsatz muslimischer Kriegsgefangener bzw. Sklaven in unterschiedlichen Bereichen der Wirtschaft hielt das ganze Mittelalter hindurch an. Dazu kam auch die religiös motivierte und gerechtfertigte gewaltsame Aneignung fremden Eigentums bei Raubzügen der Christen oder Muslime in die Territorien der jeweils anderen Seite. Ein Austausch vorrangig adliger Gefangener gegen Lösegeld bzw. der organisierte Freikauf größerer Gruppen auch einfacher Gefangener, oft durch religiöse Institutionen, waren wichtige Einkommensquellen des Adels.
Obwohl die Küstengebiete in dieser Zeit, wegen der Raubüberfälle durch Mauren oder Wikinger von See her, eher gering besiedelt waren, spielten der Fischfang und besonders die Salzproduktion von Aveiro und Vila do Conde eine wichtige Rolle.